# Pont de l'Unité allemande
Le pont de l'Unité allemande est l'un des sept ponts sur le Main de Wurtzbourg.

## Histoire
La construction du pont commence en 1990. L'inauguration a lieu le 3 octobre 1992, le jour de l'Unité allemande.
De nombreuses discussions préalables ont modifié la conception du pont. 

## Architecture
Le pont de l'Unité allemande est un pont à haubans d'une longueur de 239 m. Comme le pylône fut réduit de 14 m par rapport à la première conception du pont, les troisième et quatrième haubans sont l'un juste au-dessus de l'autre.

## Source de la traduction
- (de) Cet article est partiellement ou en totalité issu de l’article de Wikipédia en allemand intitulé « Brücke der Deutschen Einheit (Würzburg) » (voir la liste des auteurs).